# 第601道路運行連隊 (フランス軍)
第601道路運行連隊（だいろっぴゃくいちどうろうんこうれんたい、601e régiment de circulation routière：601e RCR）は、パ＝ド＝カレー県アラスに駐屯する、第1後方支援旅団隷下のフランス陸軍の交通統制連隊である。2009年6月26日に解隊された。
兵種は各種、伝統的区分は輜重兵である。

## 沿革
- 1916年：交通統制連隊が編制される。
- 1993年：最後の交通統制連隊が解隊されて、翌年第601道路運行連隊が新編された。
- 2009年：解隊される。

## 最新の部隊編成
- 連隊本部
- 本部管理中隊
- 管理支援中隊
- 第1道路運行中隊
- 第2道路運行中隊
- 第3道路運行中隊
- 第4道路運行中隊
- 予備中隊

## 任務
- 交通安全の確保。（道路標識の設置等）
- 輸送車列の護衛。
- 他部隊の機動行動情報の収集と編集と統制。
- 移動地域間における被移動部隊に対する直接支援。
- 部隊機動の規制。
- 海上・航空機動における、統制拠点等の先行確保。

## 主要装備
- GIAT BM92-G1
- FA-MAS
- 12.7mm重機関銃
- P4
- TRM 2000
- GBC 180